# 대한민국 지방자치단체의 기와 휘장 목록

## 광역지방자치단체

서울특별시 (상세)
부산광역시 (상세)
대구광역시 (상세)
인천광역시 (상세)
광주광역시 (상세)
대전광역시 (상세)
울산광역시 (상세)
세종특별자치시 (상세)

경기도 (상세)
충청북도 (상세)
충청남도 (상세)
전라남도 (상세)
경상북도 (상세)
경상남도 (상세)
강원특별자치도 (상세)
전북특별자치도 (상세)
제주특별자치도 (상세)

### 이북 5도

이북5도위원회의 기 (1949년 ~ 2016년)
평안북도의 기 (1949년 2월 15일 ~ 2019년 12월 25일)

이북5도위원회
황해도
평안남도
평안북도
함경남도
함경북도

## 기초지방자치단체

### 서울특별시

강남구의 기 (1993년-2024년)
구로구의 기 (1995년-2007년)
동대문구의 기 (1995년-2022년)
동작구의 기 (1992년-2023년)
마포구의 기 (1996년-2017년)
서초구의 기 (1990년-1999년)
성동구의 기 (1995년-2003년)
성북구의 기 (1994년-2009년)
송파구의 기 (1995년-2006년)
송파구의 기 (2006년-2020년)
송파구의 기 (2020년-2022년)
영등포구의 기 (1992년-2003년)
용산구의 기 (1994년-1996년)
종로구의 기 (1992년-2001년)
중구의 기 (1998년-2013년)

종로구
중구
용산구
성동구
광진구
동대문구
중랑구
성북구
강북구
도봉구
노원구
은평구
서대문구
마포구
양천구
강서구
구로구
금천구
영등포구
관악구
서초구
송파구
강동구

### 부산광역시

남구의 기 (1989년-2008년)
부산진구의 기 (1997년-2020년)
사하구의 기 (1993년-2007년)
수영구의 기 (1995년-2009년)
영도구의 기 (1990년-2004년)
중구의 기 (1991년-2005년)
기장군의 기 (1995년-2000년)
기장군의 기 (2000년-2010년)

중구
서구
동구
영도구
부산진구
동래구
남구
북구
해운대구
사하구
금정구
강서구
연제구
수영구
사상구
기장군

### 대구광역시

중구
동구
서구
남구
북구
수성구
달서구
달성군
군위군

### 인천광역시

남구의 기 (1991년-2000년)
남구의 기 (2000년-2018년)

중구
동구
미추홀구
연수구
남동구
부평구
계양구
서구
강화군
옹진군

### 광주광역시

동구
서구
남구
북구
광산구

### 대전광역시

동구
중구
서구
유성구
대덕구

### 울산광역시

중구
남구
동구
북구
울주군

### 경기도

고양시의 기 (1992년-2003년)
고양시의 기 (2003년-2023년)
과천시의 기 (1986년-1998년)
광명시의 기 (1981년-1987년)
광명시의 기 (1987년-1995년)
광명시의 기 (1996년-2000년)
광명시의 기 (2001년-2014년)
구리시의 기 (1986년-1996년)
김포시의 기 (1998년 4월 1일-2020년)
남양주시의 기 (1995년-1998년)
남양주시의 기 (1998년-2023년)
동두천시의 기 (1981년-1985년)
동두천시의 기 (1985년-2000년)
미금시의 기
부천시의 기 (1973년-1991년)
부천시의 기 (1990년-2023년 12월 25일)
성남시의 기 (1973년-1998년)
성남시의 기 (1998년-2007년)
송탄시의 기 (1981년-1995년)
수원시의 기 (1999년 이전)
수원시의 기 (2000년 1월 1일-2022년)
안산시의 기 (1986년-2000년)
안성시의 기 (1998년 4월 1일-2006년)
오산시의 기 (1989년-2001년)
용인시의 기 (1996년-1997년)
의정부시의 기 (1963년-2000년)
이천시의 기 (1996년-2009년)
이천시의 기 (2009년-2021년)
파주시의 기 (1996년-2000년)
파주시의 기 (2001년-2005년)
평택시의 기 (1986년-1995년)
평택시의 기 (1995년-2020년)
포천시의 기 (2003년-2020년)
포천시의 기 (2021년-2024년 11월 12일)
화성시의 기 (2001년-2008년)
가평군의 기 (1970년-2001년)
가평군의 기 (2001년-2024년)
고양군의 기
광주군의 기 (1998년 이전)
광주군의 기 (1998년-1999년)
광주군의 기 (1999년-2001년)
김포군의 기 (1996년 이전)
남양주군의 기
시흥군의 기
안성군의 기
양주군의 기 (1977년 3월 7일-2000년)
양주군의 기 (2000년-2003년 10월 18일)
양평군의 기 (2000년 이전)
여주군의 기 (1976년-2001년)
여주군의 기 (2001년-2013년)
연천군의 기 (1999년 이전)
옹진군의 기
용인군의 기
이천군의 기
파주군의 기
평택군의 기
포천군의 기 (1977년-2001년)
화성군의 기

수원시
성남시
의정부시
안양시
부천시
광명시
평택시
동두천시
안산시
고양시
과천시
구리시
남양주시
오산시
시흥시
군포시
의왕시
하남시
용인시
파주시
이천시
안성시
김포시
화성시
광주시
양주시
여주시
연천군
양평군

#### 미수복 경기도

개성시
개풍군
장단군

### 충청북도

제천시의 기 (1980년-1995년)
제천시의 기 (1995년-2000년)
청주시의 기 (2000년 이전)
청주시의 기 (2000년-2015년)
충주시의 기 (1997년 이전)
괴산군의 기 (1999년 이전)
단양군의 기 (2000년 이전)
보은군의 기 (1977년-2001년)
영동군의 기 (2001년 이전)
옥천군의 기 (2002년 이전)
음성군의 기 (1999년 이전)
제원군의 기 (1980년-1991년)
제천군의 기 (1991년-1995년)
중원군의 기
진천군의 기 (2000년 이전)
청원군의 기 (2002년 이전)
청원군의 기 (2002년-2014년 6월 30일)

청주시
충주시
제천시
보은군
옥천군
영동군
증평군
진천군
괴산군
음성군
단양군

### 충청남도

공주시의 기 (1986년-1995년)
공주시의 기 (1995년-2014년)
대천시의 기
온양시의 기
천안시의 기 (1963년-2000년)
공주군의 기
당진군의 기 (2000년-2011년 12월 31일)
대덕군의 기 (1973년-1989년)
연기군의 기 (1971년-1995년)
연기군의 기 (1995년-2003년)
연기군의 기 (2003년-2012년)
천원군 및 천안군의 기

천안시
공주시
보령시
아산시
서산시
논산시
계룡시
당진시
금산군
부여군
서천군
청양군
홍성군
예산군
태안군

### 전라남도

목포시
여수시
나주시
광양시
담양군
곡성군
구례군
고흥군
보성군
화순군
장흥군
강진군
해남군
영암군
무안군
함평군
영광군
장성군
완도군
진도군
신안군

### 경상북도

경산시의 기 (1989년-1995년)
경산시의 기 (1995년-2003년)
경산시의 기 (2003년-2025년)
경주시의 기 (1962년-1995년)
경주시의 기 (1995년-2003년)
구미시의 기 (1978년-2000년)
김천시의 기 (1995년 이전)
김천시의 기 (1995년-2019년)
문경시의 기 (1995년-2002년)
문경시의 기 (2002년-2023년)
안동시의 기 (1963년-1999년)
영천시의 기 (1981년-1995년)
점촌시의 기
포항시의 기 (1995년 이전)
포항시의 기 (1995년-2005년)
포항시의 기 (2005년-2009년)
경산군의 기
경주군의 기 (1989년-1995년)
선산군의 기
안동군의 기
영덕군의 기 (1998년 이전)
영덕군의 기 (1998년-2016년)
영일군의 기
영천군의 기
영풍군의 기
울릉군의 기 (2003년 이전)
월성군의 기 (1989년 이전)
청도군의 기 (1977년-2002년)
칠곡군의 기 (2001년-2013년)

포항시
경주시
김천시
안동시
구미시
영주시
영천시
상주시
문경시
의성군
청송군
영양군
영덕군
청도군
고령군
성주군
칠곡군
예천군
봉화군
울진군
울릉군

### 경상남도

마산시의 기 (1995년 이전)
마산시의 기 (1995년-2010년)
밀양시의 기 (1989년-2006년)
양산시의 기 (1977년-2001년)
울산시의 기 (1980년-1994년)
울산시의 기 (1994년 말-1997년)
장승포시의 기
진해시의 기
진해시의 기
창원시의 기 (1980년-2005년)
창원시의 기 (2005년-2010년)
충무시의 기
김해군의 기
밀양군의 기
울산군의 기 (1991년-1995년)
울주군의 기 (1991년 이전)
의창군 및 창원군의 기
진양군의 기

창원시
진주시
통영시
사천시
김해시
밀양시
거제시
양산시
의령군
함안군
창녕군
고성군
남해군
하동군
산청군
함양군
거창군
합천군

### 강원특별자치도

강릉시의 기 (1955년-1995년)
동해시의 기 (1980년-2003년)
삼척시의 기 (1986년-1995년)
속초시의 기 (1963년-2002년)
속초시의 기 (2002년-2023년)
원주시의 기 (1995년 이전)
춘천시의 기 (1995년 이전)
춘천시의 기 (1995년-2019년 12월 31일)
태백시의 기 (1981년-1999년)
고성군의 기 (1977년-2016년)
명주군의 기
삼척군의 기 (1964년-1980년)
삼척군의 기 (1980년-1981년)
삼척군의 기 (1981년-1986년)
삼척군의 기 (1986년-1995년)
양구군의 기 (1999년 이전)
양양군의 기 (2000년 이전)
양양군의 기 (2000년-2009년)
영월군의 기 (1997년 이전)
원성군 및 원주군의 기
인제군의 기 (1965년 8월 20일-2000년)
인제군의 기 (2000년-2015년)
정선군의 기 (1973년-1999년)
정선군의 기 (1999년-2013년)
철원군의 기 (1964년-2002년)
춘성군 및 춘천군의 기
평창군의 기 (2000년 이전)
홍천군의 기 (2001년 이전)
화천군의 기 (1997년 이전)
화천군의 기 (1997년-2004년)
횡성군의 기 (1999년 이전)

춘천시
원주시
강릉시
동해시
태백시
속초시
삼척시
홍천군
횡성군
영월군
평창군
정선군
철원군
화천군
양구군
인제군
고성군
양양군

#### 미수복 강원특별자치도

김화군
이천군
통천군
평강군
회양군

### 전북특별자치도

군산시의 기 (1959년-1995년)
김제시의 기 (1989년-2000년)
남원시의 기 (1981년-1995년)
남원시의 기 (1995년-1998년)
이리시의 기
익산시의 기 (2000년-2010년)
전주시의 기 (1974년-2001년)
정읍시의 기 (1995년-2001년)
정주시의 기 (1981년-1995년)
고창군의 기 (1977년-2000년)
김제군의 기 (1988년 이전)
김제군의 기 (1988년-1995년)
남원군의 기
무주군의 기 (1996년 이전)
부안군의 기 (1992년 이전)
부안군의 기 (1992년-2002년)
순창군의 기 (1999년 이전)
순창군의 기 (1999년-2012년)
옥구군의 기
완주군의 기 (1994년 이전)
완주군의 기 (1994년-2001년)
익산군의 기
임실군의 기 (1999년 이전)
장수군의 기 (1999년 이전)
장수군의 기 (1999년-2024년)
정읍군의 기 (1987년 이전)
정읍군의 기 (1987년-1995년)
진안군의 기 (2000년 이전)

전주시
군산시
익산시
정읍시
남원시
김제시
완주군
진안군
무주군
장수군
임실군
순창군
고창군
부안군

## 광역지방자치단체의 폐지된 기

서울특별시의 기[4] (1947년 4월 1일~1996년 10월 27일)
부산직할시의 기[5][6] (1962년 5월 31일~1995년 4월 10일)
부산광역시의 기[6] (1995년 4월 11일~2023년 5월 16일)
대구광역시의 기 (1977년-1996년 10월 9일)
대구광역시의 기 (1996년 10월 10일-2001년 3월 9일)
대구광역시의 기 (2001년 3월 10일-2001년 12월 28일)
인천직할시의 기 (1977년-1996년)
광주직할시의 기 (1986년-1988년)
광주광역시의 기 (1988년-2000년)
대전직할시의 기 (1972년-1995년)

경기도의 기 (1967년-1996년)
경기도의 기 (1996년-2006년)
경기도의 기 (2006년-2021년)
충청북도의 기 (1966년-1998년)
충청북도의 기 (1998년-2023년)
충청남도의 기 (1962년-1996년)
충청남도의 기 (1997년-2012년)
전라북도의 기 (1969년-1987년)
전라북도의 기 (1987년-1991년)
전라북도의 기 (1991년-1997년)
전라북도의 기 (1997년-2009년)
전라북도의 기 (2009년-2024년)
전라남도의 기 (1964년-2000년)
전라남도의 기 (2000년-2016년)
경상북도의 기 (1966년-1997년)
경상남도의 기 (1974년-1999년)
경상남도의 기 (1974년-1999년; 1987년 버전)
강원도의 기 (1962년-1997년)
강원도의 기 (1997년-2023년)
제주도의 기 (1969년-2009년)

### 이북 5도
- 이북5도위원회의 기
(1949년 ~ 2016년)
- 평안북도의 기
(1949년 2월 15일 ~ 2019년 12월 25일)

## 기초지방자치단체의 폐지된 기

### 서울특별시
- 강남구의 기
(1993년-2024년)
- 구로구의 기
(1995년-2007년)
- 동대문구의 기
(1995년-2022년)
- 동작구의 기(1992년-2023년)동작구의 기
(1992년-2023년)
- 마포구의 기
(1996년-2017년)
- 서초구의 기
(1990년-1999년)
- 성동구의 기
(1995년-2003년)
- 성북구의 기
(1994년-2009년)
- 송파구의 기
(1995년-2006년)
- 송파구의 기
(2006년-2020년)
- 송파구의 기
(2020년-2022년)
- 영등포구의 기
(1992년-2003년)
- 용산구의 기
(1994년-1996년)
- 종로구의 기
(1992년-2001년)
- 중구의 기
(1998년-2013년)

### 부산광역시
- 남구의 기
(1989년-2008년)
- 부산진구의 기
(1997년-2020년)
- 사하구의 기
(1993년-2007년)
- 수영구의 기
(1995년-2009년)
- 영도구의 기
(1990년-2004년)
- 중구의 기
(1991년-2005년)
- 기장군의 기
(1995년-2000년)
- 기장군의 기
(2000년-2010년)

### 인천광역시
- 남구의 기
(1991년-2000년)
- 남구의 기
(2000년-2018년)

### 경기도
- 고양시의 기
(1992년-2003년)
- 고양시의 기
(2003년-2023년)
- 과천시의 기
(1986년-1998년)
- 광명시의 기
(1981년-1987년)
- 광명시의 기
(1987년-1995년)
- 광명시의 기
(1996년-2000년)
- 광명시의 기
(2001년-2014년)
- 구리시의 기
(1986년-1996년)
- 김포시의 기
(1998년 4월 1일-2020년)
- 남양주시의 기
(1995년-1998년)
- 남양주시의 기
(1998년-2023년)
- 동두천시의 기
(1981년-1985년)
- 동두천시의 기
(1985년-2000년)
- 미금시의 기
- 부천시의 기
(1973년-1991년)
- 부천시의 기
(1990년-2023년 12월 25일)
- 성남시의 기
(1973년-1998년)
- 성남시의 기
(1998년-2007년)
- 송탄시의 기
(1981년-1995년)
- 수원시의 기
(1999년 이전)
- 수원시의 기
(2000년 1월 1일-2022년)
- 안산시의 기
(1986년-2000년)
- 안성시의 기
(1998년 4월 1일-2006년)
- 오산시의 기
(1989년-2001년)
- 용인시의 기
(1996년-1997년)
- 의정부시의 기
(1963년-2000년)
- 이천시의 기
(1996년-2009년)
- 이천시의 기
(2009년-2021년)
- 파주시의 기
(1996년-2000년)
- 파주시의 기
(2001년-2005년)
- 평택시의 기
(1986년-1995년)
- 평택시의 기
(1995년-2020년)
- 포천시의 기
(2003년-2020년)
- 포천시의 기
(2021년-2024년 11월 12일)
- 화성시의 기
(2001년-2008년)
- 가평군의 기
(1970년-2001년)
- 가평군의 기
(2001년-2024년)
- 고양군의 기
- 광주군의 기
(1998년 이전)
- 광주군의 기
(1998년-1999년)
- 광주군의 기
(1999년-2001년)
- 김포군의 기
(1996년 이전)
- 남양주군의 기
- 시흥군의 기
- 안성군의 기
- 양주군의 기
(1977년 3월 7일-2000년)
- 양주군의 기
(2000년-2003년 10월 18일)
- 양평군의 기
(2000년 이전)
- 여주군의 기
(1976년-2001년)
- 여주군의 기
(2001년-2013년)
- 연천군의 기
(1999년 이전)
- 옹진군의 기
- 용인군의 기
- 이천군의 기
- 파주군의 기
- 평택군의 기
- 포천군의 기
(1977년-2001년)
- 화성군의 기

### 충청북도
- 제천시의 기
(1980년-1995년)
- 제천시의 기
(1995년-2000년)
- 청주시의 기
(2000년 이전)
- 청주시의 기
(2000년-2015년)
- 충주시의 기
(1997년 이전)
- 괴산군의 기
(1999년 이전)
- 단양군의 기
(2000년 이전)
- 보은군의 기
(1977년-2001년)
- 영동군의 기
(2001년 이전)
- 옥천군의 기
(2002년 이전)
- 음성군의 기
(1999년 이전)
- 제원군의 기
(1980년-1991년)
- 제천군의 기
(1991년-1995년)
- 중원군의 기
- 진천군의 기
(2000년 이전)
- 청원군의 기
(2002년 이전)
- 청원군의 기
(2002년-2014년 6월 30일)

### 충청남도
- 공주시의 기
(1986년-1995년)
- 공주시의 기
(1995년-2014년)
- 대천시의 기
- 온양시의 기
- 천안시의 기
(1963년-2000년)
- 공주군의 기
- 당진군의 기
(2000년-2011년 12월 31일)
- 대덕군의 기
(1973년-1989년)
- 연기군의 기
(1971년-1995년)
- 연기군의 기
(1995년-2003년)
- 연기군의 기
(2003년-2012년)
- 천원군 및 천안군의 기

### 전라남도

동광양시의 기
순천시의 기(1995년-2001년)
순천시의 기(2001년-2024년)
여수시의 기 (1998년 이전)
여천시의 기 (1986년-1996년)
여천시의 기 (1996년-1998년)
고흥군의 기 (1976년-2001년)
곡성군의 기 (1984년-2004년)
광양군의 기
나주군의 기
담양군의 기 (1979년-2000년)
담양군의 기 (2000년-2023년)
신안군의 기 (1998년-2012년)
여천군의 기
영광군의 기 (2002년-2021년)
완도군의 기 (1972년-2003년)
완도군의 기 (2003년-2024년)

### 경상북도
- 경산시의 기
(1989년-1995년)
- 경산시의 기
(1995년-2003년)
- 경산시의 기
(2003년-2025년)
- 경주시의 기
(1962년-1995년)
- 경주시의 기
(1995년-2003년)
- 구미시의 기
(1978년-2000년)
- 김천시의 기
(1995년 이전)
- 김천시의 기
(1995년-2019년)
- 문경시의 기
(1995년-2002년)
- 문경시의 기
(2002년-2023년)
- 안동시의 기
(1963년-1999년)
- 영천시의 기
(1981년-1995년)
- 점촌시의 기
- 포항시의 기
(1995년 이전)
- 포항시의 기
(1995년-2005년)
- 포항시의 기
(2005년-2009년)
- 경산군의 기
- 경주군의 기
(1989년-1995년)
- 선산군의 기
- 안동군의 기
- 영덕군의 기
(1998년 이전)
- 영덕군의 기
(1998년-2016년)
- 영일군의 기
- 영천군의 기
- 영풍군의 기
- 울릉군의 기
(2003년 이전)
- 월성군의 기
(1989년 이전)
- 청도군의 기
(1977년-2002년)
- 칠곡군의 기
(2001년-2013년)

### 경상남도
- 마산시의 기
(1995년 이전)
- 마산시의 기
(1995년-2010년)
- 밀양시의 기
(1989년-2006년)
- 양산시의 기
(1977년-2001년)
- 울산시의 기
(1980년-1994년)
- 울산시의 기
(1994년 말-1997년)[7]
- 장승포시의 기
- 진해시의 기
- 진해시의 기
- 창원시의 기
(1980년-2005년)
- 창원시의 기
(2005년-2010년)
- 충무시의 기
- 김해군의 기
- 밀양군의 기
- 울산군의 기
(1991년-1995년)
- 울주군의 기
(1991년 이전)
- 의창군 및 창원군의 기
- 진양군의 기

### 강원특별자치도
- 강릉시의 기
(1955년-1995년)
- 동해시의 기
(1980년-2003년)
- 삼척시의 기
(1986년-1995년)
- 속초시의 기
(1963년-2002년)
- 속초시의 기
(2002년-2023년)
- 원주시의 기
(1995년 이전)
- 춘천시의 기
(1995년 이전)
- 춘천시의 기
(1995년-2019년 12월 31일)
- 태백시의 기
(1981년-1999년)
- 고성군의 기
(1977년-2016년)
- 명주군의 기
- 삼척군의 기
(1964년-1980년)
- 삼척군의 기
(1980년-1981년)
- 삼척군의 기
(1981년-1986년)
- 삼척군의 기
(1986년-1995년)
- 양구군의 기
(1999년 이전)
- 양양군의 기
(2000년 이전)
- 양양군의 기
(2000년-2009년)
- 영월군의 기
(1997년 이전)
- 원성군 및 원주군의 기
- 인제군의 기
(1965년 8월 20일-2000년)
- 인제군의 기
(2000년-2015년)
- 정선군의 기
(1973년-1999년)
- 정선군의 기
(1999년-2013년)
- 철원군의 기
(1964년-2002년)
- 춘성군 및 춘천군의 기
- 평창군의 기
(2000년 이전)
- 홍천군의 기
(2001년 이전)
- 화천군의 기
(1997년 이전)
- 화천군의 기
(1997년-2004년)
- 횡성군의 기
(1999년 이전)

### 전북특별자치도
- 군산시의 기
(1959년-1995년)
- 김제시의 기
(1989년-2000년)
- 남원시의 기
(1981년-1995년)
- 남원시의 기
(1995년-1998년)
- 이리시의 기
- 익산시의 기
(2000년-2010년)
- 전주시의 기
(1974년-2001년)
- 정읍시의 기
(1995년-2001년)
- 정주시의 기
(1981년-1995년)
- 고창군의 기
(1977년-2000년)
- 김제군의 기
(1988년 이전)
- 김제군의 기
(1988년-1995년)
- 남원군의 기
- 무주군의 기
(1996년 이전)
- 부안군의 기
(1992년 이전)
- 부안군의 기
(1992년-2002년)
- 순창군의 기
(1999년 이전)
- 순창군의 기
(1999년-2012년)
- 옥구군의 기
- 완주군의 기
(1994년 이전)
- 완주군의 기
(1994년-2001년)
- 익산군의 기
- 임실군의 기
(1999년 이전)
- 장수군의 기
(1999년 이전)
- 장수군의 기
(1999년-2024년)
- 정읍군의 기
(1987년 이전)
- 정읍군의 기
(1987년-1995년)
- 진안군의 기
(2000년 이전)

### 제주특별자치도

서귀포시의 기 (1981년 7월 1일-2006년 3월 2일)
서귀포시의 기 (2006년 3월 2일-2006년 6월 30일)
제주시의 기 (1999년 이전)
제주시의 기 (2000년-2006년)
남제주군의 기 (2003년 이전)
남제주군의 기 (2004년-2006년)
북제주군의 기 (1995년 이전)
북제주군의 기 (1996년-2006년)

## 같이 보기
- 한국의 기 목록